# Smyrna (Tennessee)
Smyrna is een plaats (town) in de Amerikaanse staat Tennessee, en valt bestuurlijk gezien onder Rutherford County.

## Demografie
Bij de volkstelling in 2000 werd het aantal inwoners vastgesteld op 25.569.
In 2006 is het aantal inwoners door het United States Census Bureau geschat op 34.491, een stijging van 8922 (34.9%).

## Geografie
Volgens het United States Census Bureau beslaat de plaats een oppervlakte van
59,5 km², waarvan 59,1 km² land en 0,4 km² water. Smyrna ligt op ongeveer 174 m boven zeeniveau.

## Plaatsen in de nabije omgeving
De onderstaande figuur toont nabijgelegen plaatsen in een straal van 20 km rond Smyrna.